# 3 (album de Nouvelle Vague)
Pour les articles homonymes, voir 3 (homonymie).
Albums de Nouvelle Vague
Bande à part
(2006) Couleurs sur Paris
(2010)
3 (aussi appelé NV3) est le troisième album de Nouvelle Vague sorti le 16 juin 2009.

## Liste des titres
| N° | Titre                    | Interprète(s)                   | Artiste original                  | Durée |
| -- | ------------------------ | ------------------------------- | --------------------------------- | ----- |
| 1  | Master and Servant       | Mélanie Pain et Martin L. Gore  | Depeche Mode                      | 3:22  |
| 2  | Blister in the Sun       | Eloisia                         | Violent Femmes                    | 3:15  |
| 3  | Road to Nowhere          | Sandra Dee                      | Talking Heads                     | 3:12  |
| 4  | All My Colours           | Melanie Pain et Ian McCulloch   | Echo & the Bunnymen               | 3:58  |
| 5  | The American             | Silja                           | Simple Minds                      | 3:44  |
| 6  | Heaven                   | Karina Zeviani                  | The Psychedelic Furs              | 4:09  |
| 7  | Parade                   | Nadeah Miranda et Barry Adamson | Magazine                          | 4:04  |
| 8  | Metal                    | Eloisia                         | Gary Numan                        | 3:50  |
| 9  | Ça Plane Pour Moi        | Leelou                          | Plastic Bertrand                  | 3:25  |
| 10 | Our Lips Are Sealed (en) | Marina Celeste et Terry Hall    | The Go-Go's                       | 3:30  |
| 11 | God Save the Queen       | Melanie Pain                    | Sex Pistols                       | 2:49  |
| 12 | Say Hello, Wave Goodbye  | Sophie Delila                   | Soft Cell                         | 5:01  |
| 13 | So Lonely                | Nadeah Miranda                  | The Police                        | 3:48  |
| *  | Not Knowing              | Phoebe Killdeer                 | Minimal Compact                   | 3:04  |
| *  | Aussi Belle Qu'une Balle | Jenia Lubich                    | Taxi Girl                         | 3:32  |
| *  | Such a Shame             | Sophie Delila                   | Talk Talk                         | 3:55  |
| *  | Johnny and Mary          | Ania                            | Robert Palmer                     | 3:52  |
| *  | Get a Grip on Yourself   | Nadeah Miranda                  | The Stranglers                    | 3:47  |
| *  | Marooned                 | Jenia Lubich                    | Wire                              | 2:33  |
| ** | Enola Gay                |                                 | Orchestral Manoeuvres in the Dark | 4:16  |
| ** | I'm Stranded             |                                 | The Saints                        | 4:18  |

* Pistes bonus sur les éditions limitées 

** Pistes bonus uniquement disponibles en téléchargement